# حجیج بزرگ

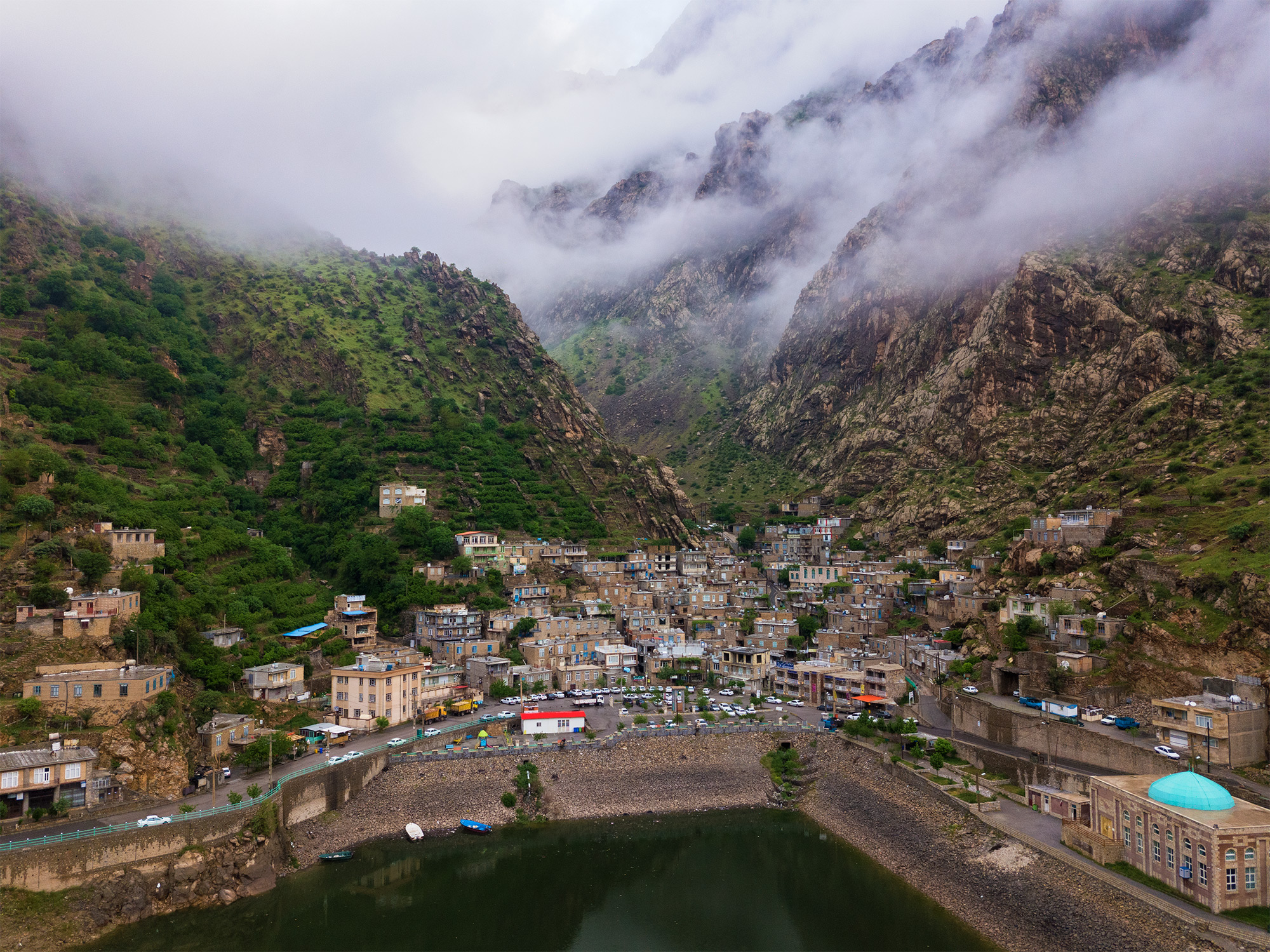
تصویر بعداز احداث سد

هجیج یا حجیج، روستایی از توابع بخش نوسود شهرستان پاوه در استان کرمانشاه ایران است. روستای هجیج به زبان کردی گویش هورامی صحبت می‌کنند. این روستا در کنار سد داریان است. این روستا با وجود طبیعت بکر و زیبا و فرهنگ و معماری خاص خود سالانه گردشگران زیادی را به خود جذب می‌کند. روستای هجیج تا اوایل سال ۱۳۹۳ روستای بزرگتری بود، اما  با احداث سد نیمه بیشتر روستا تخلیه و زیر سد رفت و مردم روستا به شهرستان‌های اطراف مهاجرت اجباری کردند. اکنون این روستا به مکانی گردشگری بسیار پر رفت و آمد شده که سالانه مسافران زیادی از ان دیدن می کنند.

## وجه تسمیه
علت نام‌گذاری این روستا، قرار گرفتن آن در مکانی‌ست که به آن هجیج گفته می‌شود. معنای این واژه درۀ سرسبز و عمیق است و از آنجا که این روستان در این دره قرار دارد به آن هجیج گفته می‌شود.

## بهترین زمان سفر به روستای هجیج
شرایط آب و هوایی که این روستا داراست، معتدل و کوهستانی است و در فصول گرم سال آب و هوای معتدلی در آن برقرار است. فصل بهار گل های رنگارنگ و بی‌نظیری بر روی دامنه‌های کوه‌های این منطقه می‌روید و فضای دیدنی در آن به وجود می‌آید. اما در فصل زمستان سرمای سختی در این روستا برقرار است.

## جمعیت
این روستا در دهستان سیروان قرار دارد و براساس سرشماری مرکز آمار ایران در سال ۱۳۸۵، جمعیت آن ۶۰۳ نفر (۱۶۳خانوار) بوده‌است. بخشی بزرگ از مردم هجیج در شهر پاوه و بخشی دیگر در شهر مریوان زندگی می‌کنند.

## آثار باستانی
- بقعۀ امام‌زاده سید عبیدالله - در این روستا بقعه‌ای به نام امام‌زاده سید عبیدالله وجود دارد که گفته می‌شود که او فرزند موسی کاظم و برادر علی بن موسی الرضا است و نام و نسب او در بحر الانساب پیدا شده‌است. وی پس از مرگ پدر در زندان هارون‌الرشید، با یکی از برادرانش  به نام اسماعیل به هورامان پناه آورده‌است. پس از مدتی برادرش به ده اسپریس در نزدیکی پاوه رفته، ولی خود در اینجا ماندهو یارانی گرد او جمع شده‌اند و پس از مرگ نیز در همین روستا به خاک سپرده شده‌است.[۱] این زیارتگاه در بین مردم هجیج از احترام خاصی برخوردار است و مردم این روستا بیشتر نذورات و اعمال زیارتی خود را در این امامزاده انجام می‌دهند.
- چشمۀ بل - چشمه آب معدنی بل که از آن با عنوان سرچشمهٔ کوتاه‌ترین رودخانه جهان یاد می‌شود، چشمه‌ای پرآب است که در این روستا واقع شده‌است.
- حوض خانه هجیج - مربوط به سده‌های متاخر دوران‌های تاریخی پس از اسلام است و در تاریخ ۱۸ اسفند ۱۳۸۷ با شمارهٔ ثبت ۲۴۸۵۵ به‌عنوان یکی از آثار ملی ایران به ثبت رسیده‌است.
- چله خانه هجیج - مربوط به سدهٔ ۲ ه‍. ق. است و در تاریخ ۱۸ اسفند ۱۳۸۷ با شمارهٔ ثبت ۲۴۸۵۲ به‌عنوان یکی از آثار ملی ایران به ثبت رسیده‌است.
- آثار سکونت انسان در بررسی‌ها و کاوش‌های باستان‌شناسی در اطراف روستای هجیج، ناو و اسپریز یافت شده و مربوط به دوران پارینه سنگی است که طبق گزارش باستان شناسان بیش از چهل هزار سال تا حدود ۱۲ هزار سال قدمت دارند. آثار کشف‌شده شامل ابزارهای سنگی غارنشینان اولیه، استخوان حیوانات شکارشده که بیشتر متعلق به بز کوهی بوده و بقایای اجاق است که در چند غار از جمله گیلوان و مرو دارای کشف شده‌است. طبق نظر باستان‌شناسان انسان‌های نئاندرتال که اسکلت آن‌ها در غارهای بیستون و شانیدر نیز یافت شده، در پیش از چهل هزار سال پیش در این منطقه می‌زیستند و پس از انقراض آن‌ها انسان هوشمند جدید در این منطقه سکنا گزیده‌است که آثار آن‌ها در غار کناچه کشف شده‌است.

## ثبت در میراث جهانی
در مرداد ۱۴۰۳ مدیرکل میراث فرهنگی، گردشگری و صنایع‌دستی استان کرمانشاه اعلام کرد پرونده‌ای برای ثبت جهانی روستای هجیج پاوه در دست اقدام است.